# ميناء بورت أرثر
ميناء بورت أرثر (بالإنجليزية: Port of Port Arthur) هو ميناء بحري في مدينة بورت آرثر بولاية تكساس ( الولايات المتحدة ). 

## اصطدام ناقلة 2010
في 23 يناير 2010 ، اصطدمت ناقلة نفط نوع صندل في القناة المؤدية إلى بورت آرثر ، مما أدى إلى تسرب ما يصل إلى 450،000 غالون من النفط في البحر، وقد استأجرت إكسون موبيل الناقلة وكانت متجهة إلى مصفاة إكسون موبيل في بومونت ، تكساس . 

## روابط خارجية
- ممر سابين - نيشيس المائي
- ممر خليج إنتركوستال المائي